# Костеневичі (Білорусь)
Костеневичі (біл. Касцяневічы) — село в складі Вілейського району Мінської області, Білорусь. Село адміністративний центр Костеневицької сільської ради, розташоване в північній частині області.